# Hemiphaga
Hemiphaga – rodzaj ptaków z podrodziny treronów (Raphinae) w obrębie rodziny gołębiowatych (Columbidae).

## Zasięg występowania
Rodzaj obejmuje gatunki występujące endemicznie w Nowej Zelandii.

## Morfologia
Długość ciała 46–51 cm, rozpiętość skrzydeł około 75 cm; masa ciała 510–795 g.

## Systematyka

### Etymologia
Hemiphaga (Hemicarpophaga): gr. ἡμι- hēmi- „pół-, mały”, od ἡμισυς hēmisus „połowa”; rodzaj Carpophaga Selby, 1835 (muszkatela).

### Podział systematyczny
Do rodzaju należą następujące gatunki: 
- Hemiphaga novaeseelandiae (J.F. Gmelin, 1789) – garlica maoryska
- Hemiphaga chathamensis (Rothschild, 1891) – garlica szarorzytna